# 張再興 (政治人物)
張再興（1952年3月30日—），台灣政治人物，生於澎湖，無黨籍，第十一屆高雄市商業會理事長，第18-20屆澎湖縣議員。他的兄長張再扶曾經五度擔任澎湖縣議員，2023年12月20日，台灣高等法院高雄分院宣判張再興因涉嫌賄選、被判當選無效定讞。

## 政治生涯
張再興2022年競選成功連任議員後，澎湖地檢署查獲張辦公室主任涉嫌以每票1000元代價向選民買票。2023年5月4日，法院審判結果出爐一審判張再興當選無效。全案還可上訴。
2023年12月20日，高等法院高雄分院審判結果維持一、二審原判，宣布張再興當選無效、失去第20屆議員資格。

## 外部鏈結
- 澎湖縣議會全球資訊網